# Víctor Cáceres
Pour les articles homonymes, voir Cáceres.
Víctor Javier Cáceres, né le 25 mars 1985 à Asuncion, est un footballeur international paraguayen évoluant au poste de milieu de terrain dans le club d'Al-Rayyan.

## Carrière en club

### Débuts au Paraguay
Víctor Cáceres commence sa carrière à l'âge de 13 ans dans la Escuela de Futbol de la Asociación Mutual del personnelle de la Administración Nacional de Electricidad (Ampande), situé dans le quartier Sainte Trinité de la capitale du pays, Asunción.

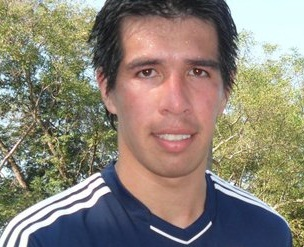
Cáceres du temps de Libertad en 2011.

Cáceres a poursuivi sa carrière dans les divisions juniors de l'Atlántida SC où il a joué jusqu'à l'âge de 18 ans, avant de passer aux divisions juniors du Club Libertad. Il fait ses débuts professionnels avec l'équipe à l'âge de 21 ans. Lentement, il obtient une place de titulaire dans l'équipe première et a fini par devenir un joueur clé, aidant l'équipe à remporter le championnat, puis de se faire appeler en équipe nationale du Paraguay.
En 2012, il quitte le Paraguay, pour aller au Brésil. Il a joué 161 matchs et a marqué 16 buts avec le Club Libertad.

### Flamengo
En juillet 2012, il est à la fin de son contrat avec le Club Libertad. Il signe donc en Série A brésilienne, avec Flamengo. Le montant du transfert est gratuit car le joueur était libre. Il lui a fallu presque un mois pour être en mesure de jouer en raison de problèmes contractuels avec son ancien club. Víctor a fait ses débuts pour Flamengo, le 9 août 2012, lors d'une victoire 2 buts à 0 contre Figueirense au Orlando Scarpelli Stadium.

### Al-Rayyan SC
Lors du mercato d'été de 2015, Cáceres s'engage avec le club Qatari, Al-Rayyan SC. Il marque son premier but dès son premier match en Qatar Stars League face à Al kharitiyath (victoire 2-1).

## Carrière internationale
Il est sélectionné en équipe du Paraguay de football depuis 2007 et fait partie du groupe des vingt-trois sélectionnés pour la Coupe du monde de football de 2010 ou il jouera 4 des 5 matchs joué par le Paraguay avant de se faire éliminer par le futur champion du monde espagnol sur le score de 1 but à 0.
Il fait partie du groupe paraguayen pour participer à la Copa América 2011. Lui et son équipe se qualifieront brillamment en finale de la compétition, après avoir éliminé le Brésil en quart de finale aux tirs au but puis le Venezuela en demi-finale, une nouvelle fois aux tirs au but. La finale fut contre le rival uruguayen. Caceres commença le match en tant que titulaire. Il sera remplacé à la 64' minute, alors que son équipe était menée 2 buts à 0. Au coup de sifflet final, l'Uruguay s'impose très nettement sur le score de 3-0. Au total, Caceres compte quatre matchs sur les six matchs du Paraguay, mais il n'a marqué aucun but.
Il est de nouveau sélectionné pour participer à la Copa América 2015.

## Palmarès
- Championnat du Qatar : 2016